# Adwolf
Adwolf es un lugar designado por el censo ubicado en el condado de Smyth en el estado estadounidense de Virginia. En el año 2000 tenía una población de 1.457 habitantes y una densidad poblacional de 604 personas por 71.7 hab/km².

## Geografía
Según la Oficina del Censo de los Estados Unidos, la localidad tiene un área total de 20,3 km², todos ellos correspondientes a tierra firme.

## Demografía
Según el censo de 2000, había 1.457 personas, 587 hogares y 459 familias residiendo en la localidad. La densidad de población era de 71,7 hab./km². Había 617 viviendas con una densidad media de 30,3 viviendas/km². El 98,22% de los habitantes eran blancos, el 0,14% afroamericanos, el 0,21% asiáticos, el 0,48% de otras razas y el 0,96% pertenecía a dos o más razas. El 1,17% de la población eran hispanos o latinos de cualquier raza.
Según el censo, de los 587 hogares en el 29,0% había menores de 18 años, el 65,1% pertenecía a parejas casadas, el 9,2% tenía a una mujer como cabeza de familia, y el 21,8% no eran familias. El 18,4% de los hogares estaba compuesto por un único individuo, y el 7,5% pertenecía a alguien mayor de 65 años viviendo solo. El tamaño promedio de los hogares era de 2,48 personas y el de las familias de 2,79.
La población estaba distribuida en un 20,1% de habitantes menores de 18 años, un 8,3% entre 18 y 24 años, un 29,0% de 25 a 44, un 29,0% de 45 a 64, y un 13,5% de 65 años o mayores. La media de edad era 41 años. Por cada 100 mujeres había 99,6 hombres. Por cada 100 mujeres de 18 años o más, había 98,6 hombres.
Los ingresos medios por hogar en la localidad eran de 37.117 dólares ($), y los ingresos medios por familia eran $42.941. Los hombres tenían unos ingresos medios de $29.861  frente a los $20.038 para las mujeres. La renta per cápita para la ciudad era de $16.880. El 7,8% de la población y el 3,6% de las familias estaban por debajo del umbral de pobreza. El 6,9% de los menores de 18 años y el 4,5% de los habitantes de 65 años o más vivían por debajo del umbral de pobreza.